# (482998) 2014 QS271
(482998) 2014 QS271 es un asteroide perteneciente al cinturón de asteroides, descubierto el 29 de agosto de 2005 por el equipo del Spacewatch desde el Observatorio Nacional de Kitt Peak, Arizona, Estados Unidos.

## Designación y nombre
Designado provisionalmente como 2014 QS271.

## Características orbitales
2014 QS271 está situado a una distancia media del Sol de 2,799 ua, pudiendo alejarse hasta 3,395 ua y acercarse hasta 2,203 ua. Su excentricidad es 0,212 y la inclinación orbital 10,33 grados. Emplea 1710,71 días en completar una órbita alrededor del Sol.

## Características físicas
La magnitud absoluta de 2014 QS271 es 16,1.